# Groupe F

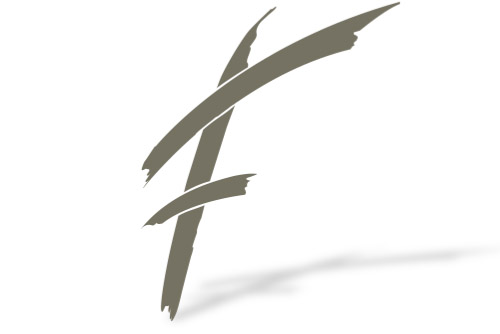
Logo de la compañía francesa Groupe F

Groupe F es una estructura de producción especializada en la creación y realización de espectáculos vivos y eventos pirotécnicos. Su actividad se desarrolla en los cinco continentes.

## Historial
Creado en 1990 en Bessèges (Gard) por François Montel, Alain Burkhalter y Didier Mandin, el Groupe F adquiere un auge internacional en 1992 con la llegada de Éric Noel, Nicolas Mousques, Caroline y Christophe Berthonneau y la creación de los efectos pirotécnicos de la ceremonia de clausura de los Juegos Olímpicos de Barcelona. A partir de 1993, el Groupe F sale de gira mundial con el espectáculo de los  "Pájaros de Fuego" seguido de "un poco más de luz" y realiza entremedias el espectáculo pirotécnico de clausura de la copa del mundo de fútbol en 1998.
El 31 de diciembre de 1999, el Groupe F realiza el evento pirotécnico que marcó el paso al año 2000 en la torre Eiffel. Aupado por el éxito mundial de la manifestación, el grupo contrata entonces equipos multidisciplinares encargados de la realización artística y técnica de sus grandes proyectos. Jonas Bidaut, Cédric Moreau, Eric Travers y Jeff Yelnik acompañan desde entonces al Groupe F en su desarrollo internacional.
A partir del año 2000, el Groupe F experimenta nuevos territorios escenográficos y crea herramientas adaptadas a la realización de espectáculos monumentales que entremezclan la luz, el video mapping, la música, el fuego y lo humano. El palacio de Versalles, el Puente del Gard y la Torre Eiffel albergan en varias ocasiones estas nuevas creaciones.
En noviembre de 2017, el Ministerio de Cultura encarga a la compañía el espectáculo de inauguración del Louvre Abu Dabi.

## Principales espectáculos vivos
- Les Oiseaux de Feu (en gira de 1994 a 2000)
- Un peu plus de Lumière (en gira de 1997 a 2010)
- Joueurs de Lumière (en gira de 2004 a 2010)
- Coups de Foudre (en gira de 2008 a 2010)
- Versailles : La Face cachée du Soleil (2007 y 2008)
- L'Autre Monde, Les États et Empires du Soleil (2009)
- Les Noces Royales de Louis XIV (2010)
- Le Roi de Feu (2015, 2016, 2017)
- Serie "Migrations" (desde 2012).
- Rhône, en Arlés para el lanzamiento de Marsella Provenza, capital europea de la cultura 2013
- Focus – La Saga des Photons, para el lanzamiento de Dunkerque capital regional de la cultura 2013
- À Fleur de Peau (en gira desde 2014)
- At the Pont du Gard : Lux Populi (2008), Impressions (2011), Ludolux (2012), Ulysse au pays des merveilles (2013), Le Magicien d'eau (2014), Les Mondes Magiques (2015), Feux Gaulois (2016), Feux Romains (2017).
- Suspended time, creación original para los 50 años del álbum Sargent Pepper's Lonely Hearts Club Band de los Beatles, para el festival Sgt Pepper at 50, Liverpool, 2017
- Vives réflexions, espectáculo de inauguración de Louvre de Abu Dhabi, 2017

## Grandes eventos pirotécnicos
- Clausura de las Juegos Olímpicos de Barcelona, 1992
- Clausura de la Copa del Mundo de Fútbol 1998
- Pasaje al año 2000 sobre la Torre Eiffel
- Abertura y clausura de las Juegos Olímpicos y paralympiques de Atenas 2004
- Inauguración del puente de Patras 2004
- Clausura del foro universal de las culturas en Barcelona, 2004
- Año nuevo en Londres sobre el London Eye, 2004 a 2009
- 2007 : Inauguración de la nueva línea TGV Es,
- Abertura y Clausura de las Juegos Olímpicos y paralympiques de invierno en Turín 2006
- Inauguración del museo de arte islámico de Doha 2008
- Abertura de la exposición Jeff Koons al Castillo de Versalles, 2008
- Tour 66 de Johnny Hallyday
- Inauguración del Burj Khalifa 2010
- Abertura y clausura de la Copa de Asia de fútbol a Doha 2011
- Año nuevo sobre Taipei 101, Taiwán, 2012 – 2015.
- De diseño pyrotechnique, para Cai Guo-Qiang, "Aventura de una tarde" para la Noche Blanca 2013
- Fuego de artífice sobre la torre Eiffel para la fiesta nacional 2004, 2009, 2014, 2015, 2016 ,
- Ceremonias de Abertura y de Clausura de las Juegos Olímpicos y paralympiques de Rio 2016
- Inauguración de la Lotte World Tower a Seúl en Corea del Sur, 2017